# Take It Off The Top
Take It Off The Top è un singolo del gruppo musicale statunitense Dixie Dregs, pubblicato nel 1978 come primo estratto dal terzo album in studio What If.
Il brano veniva usato spesso nel The Friday Rock Show come sigla principale dello show.

## Tracce
Musiche di Steve Morse.
Lato A
1. Take It Off The Top – 4:06

Lato B
1. Little Kids – 2:03

## Formazione
Gruppo
- Steve Morse – chitarra, banjo
- Mark Parrish – tastiera
- Allen Sloan – violino, viola
- Andy West – basso
- Rod Morgenstein – batteria

Produzione
- Ken Scott – produzione

## Classifiche
| Classifica (1978) | Posizione massima |
| ----------------- | ----------------- |
| Stati Uniti       | 102               |